# Elyas M'Barek
Elyas M’Barek (Múnich, 29 de mayo de 1982) es un actor y actor de doblaje austríaco que reside en Alemania.
Tiene dos hermanos, su hermano menor Joseph también es actor. Su madre es una enfermera austríaca y su padre un programador tunecino.
Estuvo en un internado católico de Metten, donde obtuvo sus estudios secundarios a los dieciocho años. 

## Filmografía parcial
- Mädchen, Mädchen (2001)

- Epsteins Nacht (2001)
- Wholetrain (2006)
- Die Welle (2008)
- 'Männerherzen (2009)
- Zeiten ändern Dich (2010)
- Cazadores de sombras: Ciudad de hueso (2013)
- El médico (2013)
- Fack ju Göhte (2013)
- Who Am I – No System is Safe (2014)
- Mannerhör (2014)
- Fack ju Göhte 2 (2015)
- Willkommen bei den Hartmanns (2016)
- Fack ju Göhte 3 (2017)
- Dieses bescheuerte Herz(2017)
- El Caso Collini (2019)
- Vidas Nocturnas (2020)
- La vida que queríamos(Was wir wollten)  (2020)

### TV
- Samt und Seide (2002)
- Tatort (2002)
- Verdammt verliebt (2002)
- Ich schenk dir einen Seitensprung (2002)
- Die Stimmen (2002)
- Alarm für Cobra 11 – Die Autobahnpolizei (2003)
- Schulmädchen (2003)
- Deutschmänner (2005)
- Abschnitt 40 (2006)
- Türkisch für Anfänger (2006-2008)
- KDD – Kriminaldauerdienst (2007-2008)
- Großstadtrevier (2008)
- Im Namen des Gesetzes (2008)
- Rosa Roth (2008)
- Tatort – Familienaufstellung (2009)
- Doctor's Diary - Männer sind die beste Medizin (2009-2011)
- Danni Lowinski (2010)